# Black Sun Press
Pour les articles homonymes, voir Soleil noir.
The Black Sun Press est une maison d'édition créée par Caresse et Harry Crosby à Paris en 1927. Elle publia principalement des textes littéraires en langue anglaise, et cessa progressivement ses activités à partir des années 1940.

## Débuts

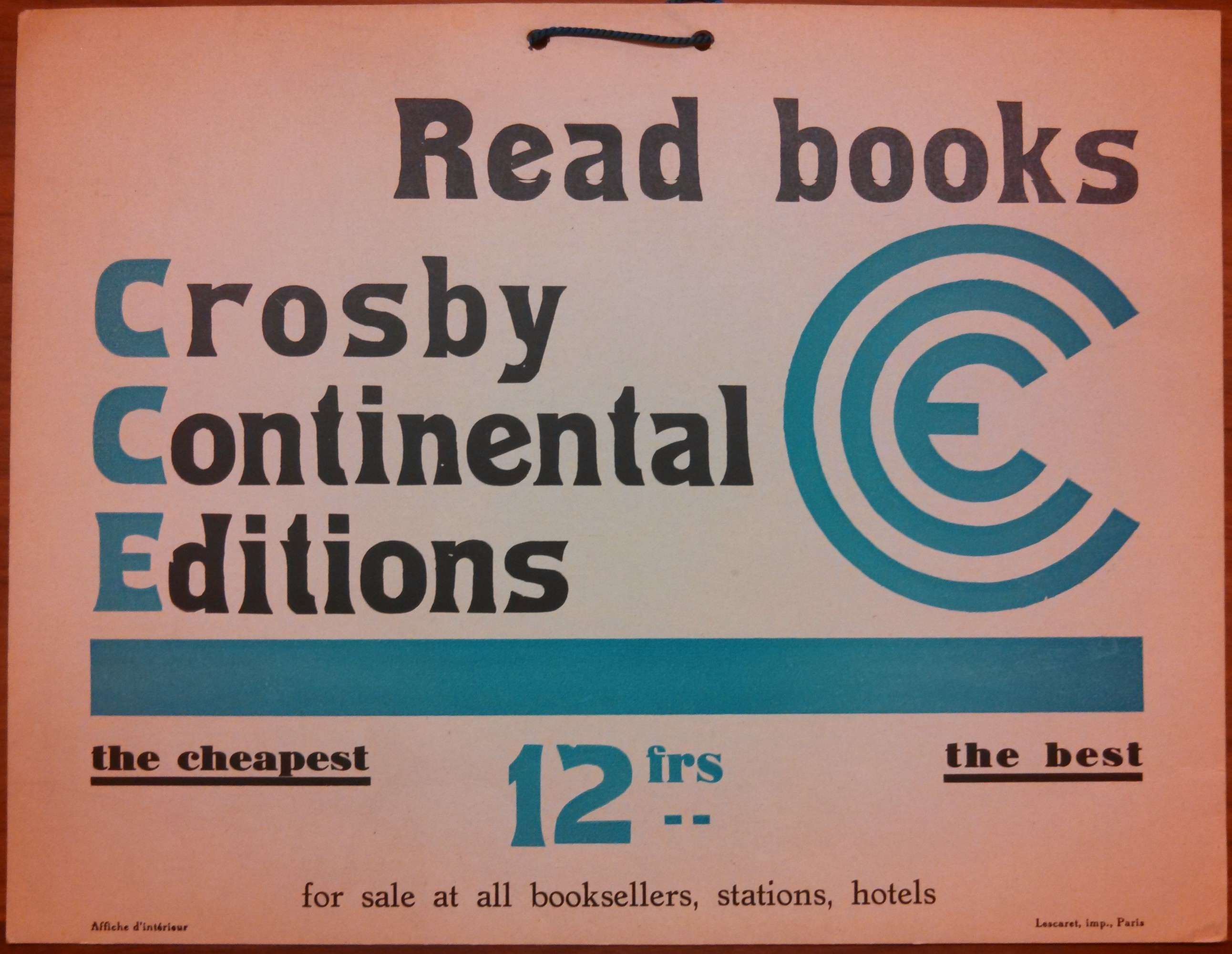
Panonceau publicitaire (Paris, années 1930).

Caresse et son époux Harry Crosby fondent une première structure éditoriale appelée Éditions Narcisse située rue Cardinale en plein Saint-Germain-des-Prés. Les Crosby, installés depuis septembre 1922 dans ce quartier, avaient déjà publié leurs propres poèmes, mais chez d'autres éditeurs, comme Léon Pichon. Mécontents du résultat, ils se rapprochent d'un maître imprimeur parisien, Roger Lescaret, qui vivait non loin de leur appartement. Lascaret imprima entre autres un nouvel opus poétique d'Harry Crosby, Red Skeleton, illustré par Alastair et qui enchanta le couple. Ils louèrent un espace juste au-dessus de l'atelier de Lescaret, lieu qui devint le point de rendez-vous d'une grande partie de la génération perdue américaine et d'écrivains britanniques plus ou moins installés en France.
Rappelons que Caresse Crosby avait inventé le soutien-gorge et que Harry travailla, jusqu'au début des années 1920, chez John Pierpont Morgan, son oncle étant membre du conseil d’administration.

## Développements
Leur premier livre, tiré à 300 exemplaires, est La Chute de la maison Usher d'Edgar Allan Poe, également illustré par Alastair. Les livres étaient fabriqués sur une presse à bras et reliés à la main, le choix des papiers et des polices de caractères très soignés. Certains exemplaires étaient emboîtés dans des créations originales, dont des reliures exécutées par Henry Babou.
Ils se tournent bientôt vers l'écriture expérimentale. Dès 1927, Eugène Jolas leur propose de publier dans transition, une revue mensuelle aujourd'hui considérée comme un véritable laboratoire littéraire avantgardiste. Les Crosby se rendaient fréquemment à la librairie Shakespeare and Company au 12 rue de l'Odéon : là, ils rencontrèrent Sylvia Beach qui les mit en relation avec James Joyce. Au début de l'année 1928, Harry décide de changer le nom de la maison d'édition en The Black Sun Press. Leur cercle d'amis s'élargit considérablement : on croise chez eux D. H. Lawrence, Ernest Hemingway, Archibald MacLeish et Hart Crane, qui leur confient des manuscrits. En juin 1929, le couple co-signe un manifeste littéraire publié dans transition.
Les livres sont imprimés à moins de 100 exemplaires, parfois illustrés de gravures coloriées à la main, ce qui les rend aujourd'hui très rares.

## Dernières années
Après le suicide d'Harry le 10 décembre 1929 à New York, Caresse retourne à Paris et décide de poursuivre seule l'activité éditoriale, publiant Hart Crane, T. S. Eliot, Ezra Pound, Stuart Gilbert, Julien Levy, etc.
En 1930, Caresse s'associa à Jacques Porel pour créer la Crosby Continental Editions, et tous deux choisissent de publier en format poche courant des auteurs comme Dorothy Parker, William Faulkner, Robert McAlmon dans une collection intitulée « Modern Masterpieces in English » ou encore Carl Gustav Jung, mais aussi des écrivains français comme Alain-Fournier, Charles-Louis Philippe ou Antoine de Saint-Exupéry. L'opération s'avère être un échec commercial, et s'arrête fin 1933.
En 1943, Caresse fait traduire un échange épistolaire daté de 1920 entre Paul Éluard et Max Ernst, intitulé Misfortunes of The Immortals. The Black Sun Press semble entrer en sommeil après la guerre, mais Caresse essaye tant bien que mal de la maintenir en vie, publiant en 1946 du Charles Bukowski et en 1963 des poèmes de James Joyce, tantôt en France, d'autres fois aux États-Unis, à Washington. On considère généralement que The Black Sun Press cesse ses activités avec la mort de Caresse Crosby, en 1970, à Rome.

## Extrait du catalogue

### Éditions Narcisse
- Oscar Wilde : L'Anniversaire de L'Infante (The Birthday of the Infanta), 1928 avec 9 illustrations d'Alastair
- D. H. Lawrence : Sun, 1928 avec des dessins de Lawrence et L'Homme qui était mort, 1929.
- Kay Boyle : Short Stories, 1929.
- Robert Carlton Brown : 1450-1930, 1929.
- Laurence Sterne : A Sentimental Journey Through France and Italy, 1929 avec des illustrations de Polia Chentoff.

### The Black Sun Press
- Eugène Jolas : Secession in Astropolis, 1929
- Pierre Choderlos de Laclos : The Dangerous Liaisons 1929 illustré par Alastair
- Harry Crosby : Mad Queen 1929
- James Joyce : Tales Told of Shem and Shaun 1929 (trois fragments du Work in Progress, le futur Finnegans Wake)
- D. H. Lawrence : The Escaped Cock, 1929
- Harry Crosby : Transit of Venus, préface de T.S. Eliot, 1929
- Marcel Proust : 47 Lettres inédites à Walter Berry[3], 1930 - édition bilingue
- George Grosz : Interregnum, 1936, préfacé par John Dos Passos
- Julien Levy, Surrealism, 1936
- Jean Genet : Chants secrets, Lyon & Washington, 1946 (coédition clandestine avec Marc Barbezat)
- Charles Bukowski : Twenty Tanks from Kasseldown, 1946
- Charles Olson : Y & X, poèmes illustrés par Corrado Cagli, Washington D.C., 1950

À partir de la fin des années 1970 et jusqu'à aujourd'hui, la marque Black Sun Press (non déposée, semble-t-il) surgit sur certains livres publiés aux États-Unis, et qui n'ont que peu à voir avec la maison de Caresse Crosby.